# Open Source Ecology
Open Source Ecology (OSE) est un réseau de fermiers, d’ingénieurs et de supporters dont l’objectif est la production du Global Village Construction Set (GVCS). Tel que décrit par Open Source Ecology, « le GVCS est une plateforme technologique ouverte qui permet la production aisée des 50 machines industrielles nécessaires pour construire une petite civilisation avec tout le confort moderne ». Des groupes à Oberlin, Ohio, Pennsylvanie, New York et en  Californie développent des plans, et construisent des prototypes qui sont ensuite envoyés dans le Missouri,,. Les machines sont construites et testées sur la Factor e Farm dans le Missouri.
Récemment, les rapports de 3D-Print OSE[pas clair] à participer à des expériences de RepRap et d'impression 3D, sous les conseils d'universitaires, pour soutenir le développement durable.

## Histoire
Marcin Jakubowski, un physicien, a fondé le groupe en 2003.
OSE a été présenté en 2011 au cours d’une conférence TED par Jakubowski. Peu après, le GVCS gagnait le concours Green Project de Make magazine's (en). Les blogs Gizmodo et Grist ont publié des enquêtes détaillées sur OSE.
Open Source Ecology se développe également en Europe en tant que OSE Europe.

## La ferme Factor e Farm
La Factor e Farm est le centre principal, où les machines sont prototypées et testées. La ferme elle-même est un prototype. Les résidents cultivent leur propre nourriture, collectent l’eau de pluie et produisent leur électricité solaire.

## Statut
En 2014, 12 des 50 machines ont été conçues, dessinées et prototypées, dont 4 allant jusqu'à l'étape de documentation. En octobre 2011 une campagne de crowdfunding Kickstarter a réuni 63,573 $ pour la construction d'un centre de formation. Le projet est fondé par la fondation Shuttleworth et a fini semi-finaliste au festival du film "Focus Forward".
- Powercube v7 Assembly video
- Liberator Compressed Earth Brick Press v4 Assembly video
- LifeTrac tractor - Design Rationale
- LifeTrac tractor - Fabrication Report
- LifeTrac tractor- Fabrication Drawings

## Récompenses et Reconnaissance
- En 2011, le projet a gagné le concours "Green Project Contest" organisé par le magazine Make[11].
- Il a également été sélectionné comme l'un des 21 semi-finalistes du concours Buckminster Fuller Challenge (en), parmi les 162 participants[12].
- le TIME a classé le "OSE's Civilization Starter Kit" comme l'une des meilleures inventions de l'année 2012[13].

## Liste des machines
La Boîte à Outils du Village Global, "Global Village Construction Set" (GVCS) en anglais, comprend 50 machines industrielles,:
| Catégorie   | Boîte à Outils du Village Global |
| ----------- | --- |
| Habitat     | - Presse à BTC, Brique de terre compressée - Bétonnière - Scierie |
| Agriculture | - Tracteur : LifeTrac - Bulldozer - Pelle mécanique - Semoir - Andaineur - Micro tracteur - Pulvérisateur de terre - Roto-bêche - Faucheuse - Fraiseuse de chantier - Four à pain - Trayeuse - Microcombine - Botteleuse - Plateforme de forage de puits |
| Industrie   | - Multimachine (en) - Poinçonneuse - Découpeur Laser - Poste de soudure à l'arc - Torche Plasma - Four à induction - Table de découpe numérique - Laminoir à plaques - Laminoir à barres et fils de fer - Presse hydraulique - Rotor universel - Perceuse à colonne - Imprimante 3D - Scanner 3D - Imprimante de circuits électroniques - Bras robotisé - Broyeur à marteaux |
| Energie     | - Pompe hydraulique : "Power Cube" - Gazogène - Concentrateur solaire - Moteur électrique - Moteur hydraulique - Batterie Ni-Fe - Moteur à vapeur - Echangeur de chaleur - Éolienne - Machine à granulés - Alimentation électrique universelle |
| Matériaux   | - Extraction d'Aluminium - Extrudeuse à bioplastiques |
| Transports  | - Voiture - Camion |

## Duplication du GVCS
En octobre 2011, la première duplication réussie d’un produit du Global Village Construction Set par un tiers était achevée. Jason Smith avec James Slade et son organisation Creation Flame ont réalisé une presse CEB open source qui fonctionne. Un groupe à Baltimore, Maryland, et un groupe à Dallas, Texas ont également commencé la production de machines du GVCS.

## Voir également
- Global Village Construction Set (redirection vers la même page)
- Matériel libre